# Jamaicaanse voetbalbond
De Jamaica Football Federation of Jamaicaanse voetbalbond (JFF) is een voetbalbond van Jamaica. De voetbalbond werd opgericht in 1910 en is sinds 1963 lid van de CONCACAF. In 1962 werd de bond lid van de FIFA.
De voetbalbond is ook verantwoordelijk voor het Jamaicaans voetbalelftal en de nationale voetbalcompetitie voor mannen, de Jamaican National Premier League.

## Presidenten
1. Ronald Gordon (1965–1967)
2. George Abrahams CBE. (1967–1973)
3. B "Tino" Barvier (1973–1975)
4. Locksley Comrie (1975–1977)
5. Patrick Anderson (1977–1979)
6. Lincoln Sutherland (1979–1981)
7. Hugh Perry (1981–1983)
8. Dr. Winston Dawes (1983–1985)
9. Anthony James (1985–1992)
10. Heron Dale (1992–1994)
11. Captain Horace Burrell (1994–2003)
12. Crenston Boxhill (2003–2007)
13. Captain Horace Burrell (2007–2017)
14. Michael Rickets  (September 2017–heden[1])